# Coffee Fellows

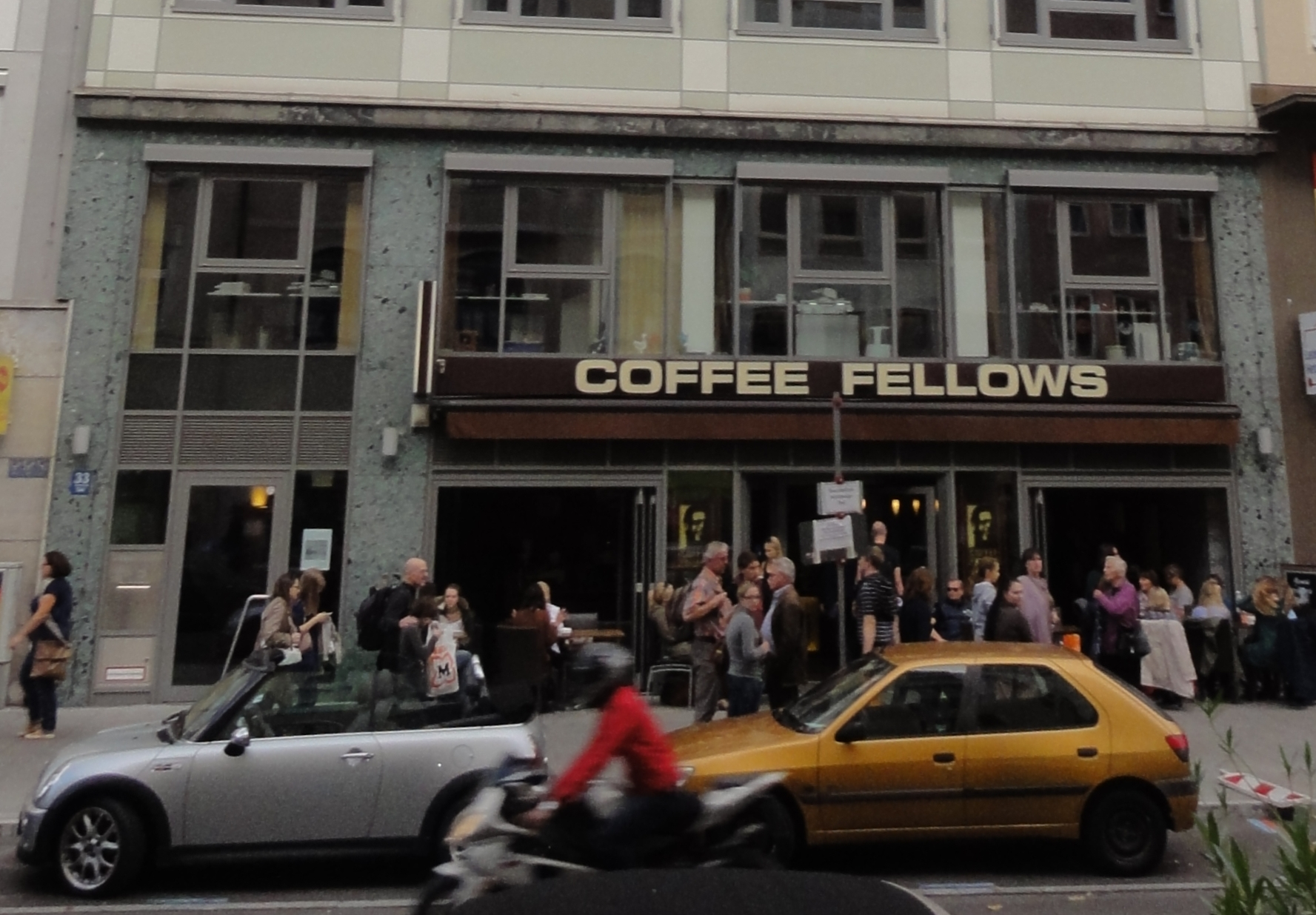
Coffee Fellows in München (2013)

Coffee Fellows ist eine deutsche Kaffeehauskette, die hauptsächlich als Franchisegeber agiert. Unter dem Namen gab es im Jahr 2025 in 12 verschiedenen Ländern 269 Cafés. Das Unternehmen betreibt in Deutschland auch mehrere Hotels mit dem gleichen Namen. 
In Deutschland betreibt Coffee Fellows mehr Coffeeshops als der weltweite Marktführer Starbucks.

## Geschichte
Coffee Fellows wurde im Jahr 1999 mit der Eröffnung des ersten Cafés in der Leopoldstraße in München gegründet. Gründer waren Kathrin Tewes und ihr Ehemann, der Olympiasieger Stefan Tewes. Die Idee dazu entstand nach Eindrücken aus London und Nordamerika, wo sich das Konzept von Coffeeshops bereits stark verbreitete. Ein zweiter Standort in Düsseldorf blieb zunächst hinter den Erwartungen zurück. Erfolgreicher entwickelte sich hingegen eine weitere Filiale in der Schützenstraße in München, die zugleich der erste Franchisestandort des Unternehmens war.
Bis 2007 wuchs Coffee Fellows auf zehn Filialen in Deutschland, 2011 waren es bereits 40 – überwiegend in Süddeutschland. Im selben Jahr übernahm das Unternehmen 25 Filialen der Coffeeshop Company, die sich vor allem in Einkaufszentren in Ost- und Norddeutschland befanden.
Im Jahr 2015 beteiligte sich die BWK Unternehmensbeteiligungsgesellschaft mit 22 % am Unternehmen. Zu diesem Zeitpunkt betrieb Coffee Fellows 72 Filialen, darunter auch Standorte in Österreich und der Schweiz. 2016 folgte eine weitere Expansion nach Luxemburg.
2018 erreichte das Netzwerk 200 Kaffeehäuser in Europa, und Coffee Fellows eröffnete zudem das erste eigene Hotel in Dortmund. Weitere Hotels in Trier und München kamen später hinzu. Im folgenden Jahr trat Coffee Fellows mit der Eröffnung von drei Filialen in der Mongolei erstmals in den asiatischen Markt ein. Weitere Wachstumsimpulse erhofft sich das Unternehmen insbesondere durch den Ausbau des Hotelgeschäfts.
Im Jahr 2020 eröffnete das Unternehmen unter dem Namen „Foodfactory“ zwei Gastronomiestandorte im Puma Outlet Center in Herzogenaurach sowie in Berlin. Zwei Jahre später folgten die ersten beiden Kaffeehäuser in Malta. Ab 2023 expandierte Coffee Fellows auch in die USA und nach Ägypten.